# حور (سمعان)
حور  قرية سوريّة تتبع إداريّاً لمحافظة حلب منطقة جبل سمعان ناحية دارة عزة، بلغ تعداد سكانها 2,675 نسمة حسب التعداد السكاني لعام 2004.